# Xanthoparmelia sublaevis
Xanthoparmelia sublaevis är en lavart som först beskrevs av Antonio Xavier Pereira Coutinho, och fick sitt nu gällande namn av Hale. Xanthoparmelia sublaevis ingår i släktet Xanthoparmelia och familjen Parmeliaceae.   Inga underarter finns listade i Catalogue of Life.